# Anna Maria Jopek
Anna Maria Jopek (nacida el 14 de diciembre de 1970) es una cantautora y pianista polaca. Licenciada en Filosofía por la Universidad de Varsovia, Jopek es considerada como la mejor cantante de Jazz polaco del momento y una de las voces europeas más influyentes en este género.

## Trayectoria profesional
Educada en la Academia Chopin de Música de Varsovia y luego en el departamento de Jazz de la Escuela de Música de Manhattan, llegó a la fama gracias a su participación en el Festival de la Canción de Eurovisión 1997 con el tema «Ale Jestem».
En sus producciones discográficas, Jopek experimenta con estilos diferentes, pero el Jazz con su particular interpretación hace que se convierta en una de las grandes intérpretes del género en Europa Oriental.
Jopek fue elegida internamente por la TVP para participar en el Festival de Eurovisión 1997 con la canción Ale Jestem (Yo soy) en la tercera participación de Polonia en el certamen. El tema fue compuesto por Tomasz Lewandowski y Magda Czapińska. Su participación en el festival supuso un gransalto en su carrera. Su primer disco alcanzó la cifra de 200 000 copias vendidas en su país natal. En 1999, Anneli Saaristo, hizo un cover de Ale Jestem en lengua finesa titulado Avaruuteen.

## Carrera internacional
La carrera de Jopek a nivel internacional ha sido acotada. Su primer disco editado fuera de Polonia fue Barefoot (2002), una reedición del álbum Bosa del año 2000. 
En 2002 sale a la venta Upojenie, un disco realizado en colaboración con el guitarrista estadounidense de renombre internacional Pat Metheny. Luego, en 2005, vino Secret su primer trabajo discográfico plenamente en inglés. Este álbum de influencia jazz-bossa, incluye canciones de sus anteriores discos traducidas al inglés y versiones de temas reconocidos a nivel internacional. Su primer sencillo es Don’t Speak cover de la banda californiana No Doubt.
Con este disco, menos experimental y más pop que los anteriores, Jopek intenta darse a conocer plenamente en el mercado occidental. Gracias a esta producción Jopek ha recibido invitaciones a participar en diversos festivales, principalmente en España.
En 2007 edita su disco Id, que está a punto de alcanzar el estatus de disco de Diamante (en Polonia, 50 000 copias de un disco de jazz es diamante).

## Discografía

### Álbumes
- 1997 Ale jestem (270 000 copias vendidas)
- 1998 Szeptem     (110 000)
- 1999 Jasnosłyszenie (90 000)
- 1999 Dzisiaj z Betleyem(27 000)
- 2000 Bosa (49 000)
- 2002 Barefoot (36 000)
- 2002 Nienasycenie (51 000)
- 2002 Upojenie (200 000)
- 2003 Farat (42 000)
- 2003 Farat (box) (Incluye: Farat Audio CD, Farat DVD, Z pamięci) (21 000)
- 2005 Secret (20 000)
- 2005 Niebo (54 000)
- 2006 Niebo reedycja (AUDIO y DVD)
- 2007 ID (45 000)
- 2008 Jo & Co Live (15 000)
- 2011 Polanna
- 2011 Haiku
- 2011 Sobremesa
- 2017 Minione con Gonzalo Rubalcaba
- 2018 Ulotne[3]

### Singles
- 1996 Chwilozofia 32-bitowa
- 1997 Ale jestem
- 1997 Joszko Broda
- 1997 Wiem i Chcę
- 1997 Nie przychodzisz mi do głowy
- 1998 Cud niepamięci
- 1998 Przed rozstaniem
- 1999 Ja wysiadam
- 1999 Księżyc jest niemym posłańcem
- 1999 Na całej połaci śnieg
- 1999 Nadzieja nam się stanie
- 2000 Smutny Bóg
- 2000 Ślady po Tobie
- 2000 Szepty i łzy
- 2000 Jeżeli chcesz
- 2001 Henry Lee / Tam, gdzie rosną dzikie róże
- 2001 Upojenie
- 2002 Na dłoni
- 2002 O co tyle milczenia
- 2002 I pozostanie tajemnicą
- 2003 Małe dzieci po to są
- 2003 Tam, gdzie nie sięga wzrok
- 2003 Mania Mienia
- 2004 Możliwe
- 2005 Gdy mówią mi
- 2006 A gdybyśmy nigdy się nie spotkali
- 2007 Teraz i tu
- 2009 Możliwe